# Nesoclopeus poecilopterus
Nesoclopeus poecilopterus foi uma espécie de ave da família dos ralídeos. Era endêmica de Fiji.